# Aechmea woronowii
Espèce
Classification phylogénétique
Aechmea woronowii est une espèce de plantes à fleurs de la famille des Bromeliaceae qui se rencontre en Colombie, Équateur et au Pérou.

## Synonymes
- Streptocalyx holmesii Slingerland[1] ;
- Streptocalyx subnuda L.B.Sm.[1].

## Distribution et habitat
L'espèce se rencontre à faible altitude entre 100 et 450 mètres d'altitude dans la partie amazonienne de trois pays du nord-ouest de l'Amérique du Sud : Colombie, Équateur et Pérou.